# Bayapo Ndori
Bayapo Ndori (* 20. Juni 1999) ist ein botswanischer Leichtathlet, der sich auf den 400-Meter-Lauf spezialisiert hat. Zusammen mit der Staffel gewann er bei den Olympischen Sommerspielen in Tokio die Bronzemedaille.

## Sportliche Laufbahn
Bayapo Ndori trat 2018 zum ersten Mal bei den Juniorenmeisterschaften seines Heimatlandes an und belegte in der Altersklasse U20 den fünften Platz im 400-Meter-Lauf. Im Jahr darauf nahm er erstmals bei den Erwachsenen an den nationalen Meisterschaften teil und belegte erneut den fünften Platz. Im Vorlauf lief er mit 46,49 s eine neue Bestzeit. 2021 gehörte Ndori im Frühjahr zur Besetzung der botswanischen Mixed-Staffel für die World Athletics Relays im polnischen Chorzów. Die Staffel verpasste nach Platz 7 in ihrem Vorlauf den Einzug in das Finale. Kurz darauf gewann er die Bronzemedaille bei den Botswanischen Meisterschaften. Ende Mai stellte er schließlich in Südafrika mit 45,38 s eine neue Bestzeit auf. Damit gehörte er zur Besetzung der botswanischen 4-mal-400-Meter-Staffel, die im August bei den Olympischen Sommerspielen in Tokio an den Start ging. Nach dem zweiten Platz im Vorlauf zog man in das Finale ein, in dem die Staffel mit neuem Afrikarekord von 2:57,27 min die Bronzemedaille gewinnen konnte.
Im Frühjahr 2022 steigerte Ndori seine 400-Meter-Bestzeit in Südafrika auf 44,88 s. Anfang Juni nahm er zum ersten Mal an den Afrikameisterschaften teil. Nachdem er seinen Vor- und seinen Halbfinallauf gewonnen hatte, zog er als Favorit in das Finale ein. Darin musste er sich schließlich dem Sambier Muzala Samukonga geschlagen geben und wurde Vizemeister, womit eine zuvor zehn Jahre bestehende botswanische Dominanz über diese Distanz endete. Zwei Tage später konnte er allerdings, gemeinsam mit seinen Teamkollegen, die Goldmedaille im 4-mal-400-Meter-Staffellauf gewinnen. Einen Monat später trat er in den USA bei seinen ersten Weltmeisterschaften an. Im Vorlauf der 400 Meter verbesserte er zunächst seine Bestzeit um eine Hundertstelsekunde und belegte den ersten Platz. Anschließend zog er als Zweitplatzierter seines Halbfinallaufs in das Finale ein, in dem er bei seinem WM-Debüt den sechsten Platz belegte. Zum Abschluss der Weltmeisterschaften belegte er auch mit der 4-mal-400-Meter-Staffel den sechsten Platz. 2023 trat er in Budapest erneut bei den Weltmeisterschaften an. Dort erreichte er das Halbfinale, dessen Lauf er anschließend nicht beenden konnte.
2023 trat Ndori bei den Afrikaspielen in Ghana an. Zunächst war er Teil der botswanischen 4-mal-400-Meter-Mixed-Staffel, die mit Nationalrekord die Silbermedaille gewann. Drei Tage später gewann er mit der langen Männerstaffel eine weitere Silbermedaille. Bei den Olympischen Spielen 2024 in Paris gewann er mit der 4-mal-400-Meter-Staffel die Silbermedaille.

## Wichtige Wettbewerbe
| Jahr                 | Veranstaltung           | Ort                  | Platz                | Disziplin            | Zeit                 |
| Startet für Botswana | Startet für Botswana    | Startet für Botswana | Startet für Botswana | Startet für Botswana | Startet für Botswana |
| -------------------- | ----------------------- | -------------------- | -------------------- | -------------------- | -------------------- |
| 2021                 | World Athletics Relays  | Chorzów              | 17.                  | 4 × 400 m Mixed      | 3:20,97 min          |
| 2021                 | Olympische Sommerspiele | Tokio                | 3.                   | 4 × 400 m            | 2:57,27 min          |
| 2022                 | Afrikameisterschaften   | Port Louis           | 2.                   | 400 m                | 45,35 s              |
| 2022                 | Afrikameisterschaften   | Port Louis           | 1.                   | 4 × 400 m            | 3:04,27 min          |
| 2022                 | Weltmeisterschaften     | Eugene               | 6.                   | 400 m                | 45,29 s              |
| 2022                 | Weltmeisterschaften     | Eugene               | 6.                   | 4 × 400 m            | 3:00,14 min          |
| 2023                 | Weltmeisterschaften     | Budapest             |                      | 400 m                | DNF (Halbfinale)     |
| 2023                 | Afrikaspiele            | Accra                | 2.                   | 4 × 400 m Mixed      | 3:13,99 min          |
| 2023                 | Afrikaspiele            | Accra                | 2.                   | 4 × 400 m            | 2:59,32 min          |
| 2024                 | Olympische Sommerspiele | Paris                | 2.                   | 4 × 400 m            | 2:54,53 min          |

## Persönliche Bestleistungen
- 200 m: 20,85 s, 15. Mai 2022, Francistown
- 400 m: 44,10 s, 20. April 2024, Nairobi